# Oh ! prends mon âme

Oh ! prends mon âme, aussi intitulé Ô prends mon âme, est un cantique chrétien du milieu du XXe siècle, aux paroles écrites par le compositeur protestant évangélique français Hector Arnéra (1890-1972), sur l'air de Hatikvah, hymne sioniste composé par Samuel Cohen, devenu par la suite hymne national israélien. 

## Historique
Paru initialement dans le recueil d'Hector Arnéra, Chants de grâce et de gloire à destination des missions évangéliques, il est popularisé dans les églises catholiques sous l'impulsion de la Communauté de l'Emmanuel, qui le fait figurer, avec des paroles légèrement modifiées, dans son carnet de chants Il est vivant ! et le traduit dans plusieurs langues (allemand, anglais, espagnol, croate, italien, néerlandais, brésilien, polonais, portugais, roumain, slovaque, slovène et chinois notamment).